# Sungeodon
Sungeodon is een geslacht van uitgestorven herbivore therapsiden behorend tot de Kannemeyeriiformes van de Dicynodontia uit het Vroeg-Trias.

## Fossiele vondst
Sungeodon werd in 2014 beschreven aan de hand van een fossiele schedel uit de Jiucaiyuan-formatie in de Volksrepubliek China. Het dier leefde tijdens het Indien, het vroegste Trias, en Sungeodon is daarmee het basaalste taxon uit de Kannemeyeriiformes.